# Ryūya Fukushima
Ryūya Fukushima (japanisch 福島 竜弥 Fukushima Ryūya; * 8. Juni 2002 in der Präfektur Miyazaki) ist ein japanischer Fußballspieler.

## Karriere
Ryūya Fukushima erlernte das Fußballspielen in der Schulmannschaft der Kawaminamiokubo Secundary School sowie in den Jugendmannschaften vom Koyu SC und den Urawa Red Diamonds. Bei den Urawa Reds unterschrieb er am 1. Februar 2021 auch seinen ersten Vertrag. Der Verein aus Saitama, einer Stadt in der gleichnamigen Präfektur Saitama, spielte in der ersten japanischen Liga. Im Februar 2022 wechselte er auf Leihbasis zum SC Sagamihara. Mit dem Verein aus Sagamihara spielt er in der dritten Liga. Sein Drittligadebüt gab Ryūya Fukushima am 26. März 2022 (3. Spieltag) im Heimspiel gegen Tegevajaro Miyazaki. Hier stand er in der Startelf und wurde nach der Halbzeitpause gegen Ryōsuke Tada ausgewechselt. Sagamihara gewann das Spiel 2:1.